# Бакрадзе, Иван Георгиевич
Иван Георгиевич Бакрадзе — Кавалер ордена Святого Георгия IV класса Б, управляющий имения известного в Грузии князя Орбелиани.

## История
Служил в армии, награждён Георгиевским крестом, получал военную пенсию по званию «Дворянин».
Имел своё небольшое имение — годы работал управляющим имения известного в Грузии князя Орбелиани.
Числится известным носителем фамилии Бакрадзе.
Участвовал в первой мировой войне.